# Unternehmensrecht (Deutschland)
Als Unternehmensrecht wird der Bereich des Privatrechts bezeichnet, der das Recht des Unternehmens regelt. Dieser umfasst das Firmenrecht, das Gesellschaftsrecht (Personen- und Kapitalgesellschaftsrecht), das Umwandlungsrecht und – soweit es sich (auch) an Unternehmen richtet – das Handelsrecht.
Das deutsche Unternehmensrecht kennt keine einheitliche Definition des Unternehmens (näheres dazu hier im Abschnitt „Unternehmensbegriff im Recht“). Maßgeblich ist vielmehr der jeweilige Gesetzeszweck. Im Allgemeinen wird im Handels- und Gesellschaftsrecht unter Unternehmen eine organisatorische Einheit zur Verfolgung eines Zwecks verstanden. Der Zweck kann in einer gewerblichen und freiberuflichen, aber auch in einer künstlerischen, wissenschaftlichen und gemeinnützigen Tätigkeit liegen.
Es wird geschützt durch die Eigentumsgarantie des Art. 14 GG. Solange sich das Unternehmen nicht auf ausschließlich verbotenes Tun stützt, sind staatliche Eingriffe entschädigungswürdig (Art. 14 Abs. 3 GG).
Der Begriff des Unternehmens ist nicht identisch mit dem Begriff des Unternehmers im Sinne des § 14 BGB. Der Unternehmer gem. § 14 BGB ist vielmehr deckungsgleich mit dem Unternehmensträger.

## Unternehmensträger
Unternehmensträger ist, wer das Unternehmen betreibt. Träger eines Unternehmens können
- natürliche Personen (z. B. ein Einzelkaufmann oder ein Kleinunternehmer),
- Personengesellschaften (z. B. eine Gesellschaft bürgerlichen Rechts (GbR), eine Offene Handelsgesellschaft (OHG) oder eine Kommanditgesellschaft (KG)) und
- Juristische Personen (z. B. eine Gesellschaft mit beschränkter Haftung (GmbH), eine Aktiengesellschaft (AG) oder eine Eingetragene Genossenschaft (e.G.), aber auch z. B. eine juristische Person des öffentlichen Rechts wie eine Gebietskörperschaft (z. B. eine Gemeinde))

sein.
Ob eine Erbengemeinschaft Unternehmensträgerin sein kann, ist umstritten.
Keine Unternehmensträger können dagegen die stille Gesellschaft und der Konzern selbst sein.

## Unternehmen als Wirtschaftsgut
Grundsätzlich ist ein Unternehmen ein wirtschaftlicher Gegenstand, der Objekt des Rechtsverkehrs sein kann.
Ein Unternehmen kann auf zwei Arten – ganz oder teilweise – übertragen werden: durch Einzelübertragung aller oder eines Teils seiner Wirtschaftsgüter (z. B. Produktionsanlagen, Waren, Patente, Grundstücke und Forderungen) – sog. Asset Deal – oder mittelbar durch Übertragung eines Teils oder aller Unternehmensanteile – sog. Share Deal -. Der Unternehmenskauf erfolgt nach den üblichen Kaufvertragsvorschriften (§§ 433 ff. in Verbindung mit § 453 Abs. 1 BGB); dies gilt auch für die Mängelhaftung. In Einzelfällen können kartell- oder andere wettbewerbsrechtliche Gründe einem Kauf entgegenstehen.
Beteiligungsformen sind der sog. Unternehmensvertrag, der in der Form eines Beherrschungsvertrages, eines Gewinnabführungsvertrages, Teilgewinnabführungsvertrages oder Überlassungsvertrages geschlossen werden kann.
Weitere Möglichkeiten sind die Pacht eines Unternehmens, der Nießbrauch am Unternehmen und die Vererbung des Unternehmens. Nicht zulässig ist die bloße Sicherungsübereignung nach Einigung oder Verpfändung des Unternehmens. Es kann daher auch nicht Objekt einer Zwangsvollstreckung sein.
Das Insolvenzverfahren betrifft nicht das Unternehmen, sondern den Unternehmensträger.

## Bewertung des Unternehmens
Für die Bestimmung des Werts eines Unternehmens werden verschiedene betriebswirtschaftliche Verfahren angewandt. Grundsätzlich werden dafür der Ertrags-, Börsen-, Markt-, Substanz- oder Liquidationswert herangezogen. Daneben spielen in der Praxis die Discounted-Cash-Flow-Methode, die Multiplikator-Methode, das Dividendendiskontierungsmodell und der Residualgewinnansatz eine Rolle. In Betracht kommen auch Kombinationen aus den genannten Methoden, vor allem sog. Mittelwertverfahren wie das Stuttgarter Verfahren, das die Ertragswert- und die Substanzwertmethode kombiniert.
Rechtlich ist keine der Methoden vorgeschrieben.

## Rechtsschutz
Das Unternehmen wird durch die verfassungsrechtliche Eigentumsgarantie geschützt. Davon abgeleitet werden der gewerbliche Rechtsschutz und das Recht am eingerichteten und ausgeübten Gewerbebetrieb.

## Steuerrechtliche Verpflichtung
Die Steuerlast trifft den Unternehmensträger und nicht das Unternehmen selbst. Hauptsächlich fällt bei Unternehmen die Umsatzsteuer ins Gewicht. Planungen um eine europäisch einheitliche Unternehmensbesteuerung sind noch nicht weit fortgeschritten.

## Unternehmensuntergang
Das Unternehmen geht durch das Erlöschen unter. Das Insolvenzverfahren gegen den Unternehmensträger, dessen Auflösung und die Stilllegung des Unternehmens („Ruhen“ des Unternehmens) bewirken nicht das Erlöschen. Es bedarf vielmehr des Untergangs der Unternehmensstruktur.